# 보춘화속
보춘화속(학명: Cymbidium 심비디움[*])은 난초과의 속 중 하나다. 동아시아에서 열대아시아, 호주까지 자생한다. 한국에는 한란, 춘란 등 5종이 자생하고 중국이 제일 많은 종과 유전적으로 중요한 종들이 자생한다. 심비디움은 종마다 차이가 있지만 겨울, 봄에 개화하고 개화 후 봄부터 가을까지 새순이 자라고 겨울에는 생육이 정지된다. 꽃을 피우며 다른 수입 원예식물인 산세베리아보다 음이온 발생량이 더 많아 공기정화에 도움을 주는 식물이다.

## 개요
난초과 심비디움속에 속하는 상록 난초의 총칭으로 열대와 아열대에서 자라는 심비디움은 양란으로 취급하고, 주로 온대에서 자라는 심비디움은 동양란으로 분류하나 심비디움 자체가 아시아에 자라는 난이고 세계적으로도 양란 동양란 구분이 없으므로 큰 의미는 없다. 특히 열대지방의 심비디움은 꽃 크기와 달림 수, 색, 향, 재배 난이도에서 관상가치가 커 인기가 높고 주로 재배한다. 동아시아의 심비디움은 흔히 주로 사군자라 칭하는 것들이며 (춘한.한란.보세란 등)이 들은 관상가치가 떨어진다. 심비디움은 크게 지생종(地生種)과 착생종(着生種)이 있으며 온대 심비디움은 거의 착생종이고 열대산은 지상 혹은 착생으로 자라기도 한다. 온대 심비디움은 추위에 강하며 열대 심비디움 또한 저온에 강하다. 심비디움은 관상가치 높은 난 중에서도 난이도가 쉬운 난이다. 생장시 알맞은 온도는 15-25℃이고 열대산 심비디움도 건조시 영하 2-3℃는 견딘다. 햇볕을 좋아하나 강광에서는 잎이 일소현상이 일어나므로 반음지가 좋다.
심비디움은 봄에 자라기 시작해서 초가을에 굵어지고 생장이정지된 겨울에 꽃이 핀다. 물을 좋아하므로 너무 건조한 것은 좋지 않다. 따라서 화분의 흙 표면이 마르기 시작하면 물을 흠뻑 주어야 한다. 재배되고 있는 것은 꽃이 크고, 색깔도 적갈색·적자색·황록색 등 여러 가지이다. 꽃의 수명은 수분시키지 않으면 40-60일간 관상할 수 있을 만큼 긴 것도 있다. 주로 양란이라 칭하며 재배되는 관상가치가 높은 심비디움은 원산지가 열대지역이고 대륜화가 많으며 주로육종된 재배종을 심는다. 원종은 80종이 넘으나 특정 몇 종(로위아눔.에리스라에눔.인시그네. 한란 등) 제외하면 잘 재배되지 않고 육종용으로 쓰인다. 재배품종은 현재 약 3000여 종이 있으며 현재도 신 품종이 개발되고 있다